# Jordi Pujol Ferrusola
Jordi Pujol i Ferrusola (Barcelona,  5 de junio de 1958) es un empresario español, hijo primogénito del expresidente de la Generalidad de Cataluña Jordi Pujol y de Marta Ferrusola.

## Biografía
Estudió en la Escuela Costa y Llobera de Barcelona, donde coincidió con Felip Puig. Formó parte de la creación de las JCDC, antecedente de la Joventut Nacionalista de Catalunya (JNC). Desde 1987 ha sido accionista o ha trabajado en empresas como Gesetafers, Terasaka, Intradex Golf, Tipel, Hot Line Computer y Hi-Tech General Consulting.
Durante los últimos se ha visto implicado en varios escándalos, en especial en el llamado «Caso Pujol» y el Caso 3%. A raíz de las denuncias mediáticas de su expareja, María Victoria Álvarez. Esta última denunció —después de dejar a su expareja por correo electrónico— que Jordi Pujol hijo hacía a menudo viajes a Andorra en coches deportivos con dinero; luego se confirmó que ella le habría reclamado a Jordi la suma de 235 000 euros para una «operación inmobiliaria» antes de realizar la denuncia y mantuvo sendas reuniones con la entonces líder del PP catalán Alicia Sánchez Camacho. El patrimonio de Jordi Pujol Ferrusola está sujeto a investigación del juez de la Audiencia Nacional, Pablo Ruz. Desde febrero de 2014 está imputado, junto con su pareja Mercé Gironès, por un delito de blanqueo de capitales y contra la hacienda pública. Entre 2004 y 2012 efectuó presuntamente 118 movimientos bancarios que suman a lo largo de los años unos 32,4 millones de euros. El 25 de abril de 2017 el juez José de la Mata decretó prisión incondicional para Jordi Pujol Ferrusola por la presunta comisión de varios delitos —como blanqueo o evasión de capitales—, ingresando en la prisión madrileña de Soto del Real.